# بول هاريل
بول هاريل (بالفرنسية: Paul Harel)‏ هو شاعر فرنسي، ولد في 18 مايو 1854 في أورن في فرنسا، وتوفي في 7 مارس 1927.